# Retrat d'una obsessió
Retrat d'una obsessió (títol original en anglès Fur: An imaginary portrait of Diane Arbus) és una pel·lícula estatunidenca de drama romàntic del 2006 dirigida per Steven Shainberg i escrita per Erin Cressida Wilson, basada en el llibre de Patricia Bosworth Diane Arbus: A Biography. És protagonitzada per Nicole Kidman com la fotògrafa Diane Arbus, que era coneguda per les seves imatges estranyes i inquietants, i també compta amb Robert Downey Jr. i Ty Burrell. Com el títol indica, la pel·lícula és en gran part ficció. Ha estat doblada al català.

## Argument
La pel·lícula s'obre amb Diane Arbus que arriba per fer fotos a una colònia nudista. La història es remunta a tres mesos abans a la ciutat de Nova York, l'any 1958. Diane Arbus fa d'ajudant del seu marit fotògraf Allan. La Diane és d'una família adinerada; el seu pare és peler. La família d'Allan porta un estudi fotogràfic durant dècades.
La Diane està clarament incòmoda amb la vida tèbia de dona de ciutat i mare (de dues noies). Una nit, durant una festa, mira per la finestra i crida l'atenció del misteriós veí que s'acaba d'instal·lar a dalt. La seva cara està completament coberta excepte els ulls i la boca. Aquell vespre després de la festa, la Diane es troba al pati, obre el seu vestit i exposa el sostenidor. Ella ho admet al seu marit.
Uns dies després, la seva filla l'informa d'un problema amb la fontaneria. Obrint una canonada, la Diane descobreix uns grups de cabells que la bloquegen. Quan es treu els cabells, cau una clau. Ella llença els cabells i la clau a les escombraries, i després fa un brunzit al seu veí de dalt per preguntar-li si ha estat curant un gos. Ell diu que no i després li suggereix que busqui al soterrani, cosa que fa. Veu una cadira ornamentada i un pòster d'un "home salvatge" que una dona sense braços treu la pols. La Diane assumeix que és l'esposa del veí.
Quan no pot dormir, la Diane agafa la càmera (que el seu marit li havia regalat anys abans, i que encara no l'havia fet servir mai) i puja les escales per presentar-se al seu veí i li pregunta si li podia fer un retrat. Li pregunta si va aconseguir la clau, i després li diu que torni la nit següent. Se'n va, i després va a agafar la clau de les escombraries.
Així comença la seva relació amb Lionel Sweeney, un home amb hipertricosi que té demanda com a fabricant de perruques. Lionel veu en Diane un esperit afí, i la porta als seus llocs on coneix travestis, nans i altres que viuen als marges de la societat. La Diane li diu a l'Allan que li agradaria prendre un temps lliure del negoci per fer les seves pròpies fotografies, començant pels veïns. Ell la dona suport. A mesura que la Diane passa més temps amb Lionel, se sent més atreta per ell i per aquest món nou, estrany i emocionant. Està fent fotografies, però amaga la pel·lícula sense revelar en un pot de galetes. La clau era a l'apartament de Lionel, així que la Diane pot entrar en qualsevol moment.
Lionel demana que li presentin el marit de la Diane. Aviat la Diane ha portat Lionel fins i tot la seva vida familiar. Els seus fills l'ajuden amb el seu negoci de fabricació de perruques, i ell els llegeix contes abans d'anar a dormir. Ella el presenta a la seva mare i al seu pare. A la festa d'aniversari d'ella i d'Allan, la Diane troba en Lionel respirant alguna substància. Admet que els seus pulmons s'estan desintegrant i que d'aquí a uns mesos s'"ofegarà". Ella crida davant aquesta notícia. Gairebé es besen, però són interromputs per Allan, que veu el seu moment íntim, i després marxa. Més tard, a casa, li pregunta a la Diane si l'havia fet un petó, però s'adona que no importa si ho han fet o si no, que coneix els seus sentiments cap a Lionel. Li demana que no destrossi la seva família. La Diane accepta posar fi a l'afer, es vesteix i puja les escales per fer-ho.
Quan entra a casa de Lionel, el troba nu amb crema d'afaitar i navalla a la mà. Li demana que l'afaiti completament. Quan està nu, fan l'amor. Quan li pregunta per què es volia afaitar (després de confessar anteriorment que no valia la pena l'esforç), ell revela que té la intenció de "nedar fora", suïcidar-se a l'oceà i vol que ella estigui amb ell quan ho faci. Està devastada però està d'acord. Professen el seu amor l'un per l'altre. Mentrestant, la seva filla, després d'haver trobat la seva pel·lícula, la dona a Allan perquè la reveli. Allan veu el talent de la seva dona per primera vegada.
A la platja, Lionel obsequia a la Diane amb un regal: una jaqueta de pell, feta amb els seus propis cabells. Ella camina amb Lionel fins a la vora de l'aigua i mira com ell neda alegrement.
Torna a casa seva i, mentre posa la clau a la porta, s'adona que no pot entrar, torna a la seva antiga vida. Allan, parat a l'altre costat de la porta, no fa res. La Diane torna a l'apartament de Lionel, s'enrotlla al seu llit i respira l'aire que havia bufat en una bassa salvavides per inflar-la. De sobte, està envoltada de tots els amics de Lionel, i fan una festa per honrar-lo. Un dels seus amics li regala un àlbum de fotos que Lionel volia que tingués. Té cinquanta pàgines buides, totes amb etiquetes de plaques fotogràfiques amb la lletra de Lionel. Vol que els ompli amb les seves fotografies.
Diane, commocionada per la seva experiència amb Lionel, ara sap quina direcció agafar amb la seva vida i carrera. L'escena final la mostra en un campament de nudistes, on coneix una dona a qui se suposa que vol fer una foto. Arbus ho admet, però primer li demana a la dona que li expliqui un secret. La dona li demana a Diane que primer li expliqui un secret, i Diane accepta.

## Repartiment
- Nicole Kidman - Diane Arbus
- Robert Downey Jr. - Lionel Sweeney
- Ty Burrell - Allan Arbus
- Harris Yulin - David Nemerov
- Jane Alexander - Gertrude Nemerov
- Emmy Clarke - Grace Arbus
- Genevieve McCarthy - Sophie Arbus
- Boris McGiver - Jack Henry
- Marceline Hugot - Tippa Henry
- Mary Duffy - Althea
- Agnes 'Peppermint' Moore

## Producció
Per a la pel·lícula, el director Shainberg, més conegut per la seva pel·lícula independent eròtica Secretary, es va reunir amb la seva guionista, Erin Cressida Wilson, que va utilitzar Diane Arbus: A Biography de Patricia Bosworth com a font. Com el seu nom indica, la pel·lícula és un relat de ficció més que una biografia precisa. Mark Romanek abans havia intentat dirigir i escriure una pel·lícula basada en la biografia de Bosworth per a DreamWorks Pictures.
No apareixen fotografies de la mateixa Arbus, ja que la seva propietat va rebutjar l'aprovació. El camp nudista de Camp Venus fou rodat a Sailors' Snug Harbor a Staten Island.

## Recepció
a pel·lícula té una puntuació de 50 a Metacritic, i té un 32% de 111 ressenyes de Rotten Tomatoes. El Chicago Tribune va donar a la pel·lícula 3 de 4 estrelles: "El resultat és un retrat revelador, desafiant i profundament impactant, ancorat pel que pot ser l'actuació més profundament commovedora de Kidman." Los Angeles Times va criticar el "final de cop-out que socava el seu missatge sobre la manca d'importància de les diferències superficials a favor d'una finalitat senzilla per tenir el seu pastís i menjar-se'l també." Encara que el diari va continuar elogiant Kidman i Downey Jr; "La notable actuació de les seves dues estrelles et fa tornar a entrar i et manté observant. Kidman, la més atrevida de les estrelles més importants d'avui, és excepcionalment convincent com algú el procés interior que es desenvolupa davant nostre. I Downey, en la seva major part fent servir només els seus ulls engrescadors i anhelants i una veu sedosa i urbana, crea un home al qual ningú no podria resistir-se. Per separat i junts, ens fan creure l'increïble."